# هملت (فیلم ۱۹۹۰)
هملت (به انگلیسی: Hamlet) فیلمی به کارگردانی فرانکو زفیرلی و محصول سال ۱۹۹۰ میلادی است. از بازیگران آن می‌توان به مل گیبسون، گلن کلوز، هلنا بونهام کارتر و پل اسکوفیلد اشاره کرد.
این فیلم بر اساس یکی از معروف‌ترین نمایش نامه‌های تاریخ ادبیات جهان، یعنی هملت که در سال ۱۶۰۲ میلادی توسط ویلیام شکسپیر نوشته شده است، می‌باشد.
نسخه ۱۹۹۰ فیلم «هملت» به کارگردانی «فرانکو زفیرلی»، یکی از ده‌ها اثر سینمایی است که با اقتباس از آثار ویلیام شکسپیر ساخته شده است. زفیرلی، کارگردان و تهیه‌کننده ایتالیایی علاقه وافری به ساخت آثار شکسپیر داشت و این علاقه را با کارگردانی چند اپرا نیز به خوبی نشان داد. موسیقی متن این فیلم ساخته انیو موریکونه آهنگساز و رهبر ارکستر ایتالیایی است و جزو آثار کمتر شناخته شدهٔ او در دنیای سینما است. به دلیل استفاده از تلفیق‌های کمتر شنیده شده در موسیقی «هملت»، این اثرِ موریکونه از سوی برخی منتقدان موسیقی، تحسین شده است.